# Чоловіча збірна Ірану з волейболу
Збірна Ірану з волейболу — чоловіча волейбольна збірна, яка представляє Іран на міжнародних змаганнях з волейболу. Утворена в 1920 році. Контроль і організацію здійснює Іранська федерація волейболу (ІФВ).
Станом на 8 мічня 2025 року займала 15-е місце у світовому рейтингу ФІВБ.
Іран чотири рази виграв чемпіонат Азії з волейболу у 2011, 2013, 2019 та 2023 роках. У 2013 дебютував у Світовій лізі, посівши передостаннє місце в групі «В» відставши від другого місця лише на чотири очки. Наступного року на попередньому етапі посів друге місце, а в підсумку фінішували четвертими поступившись США та Італії з однаковим рахунком 0:3.
На Азійських іграх 2014 іранська збірна здобула золоті нагороди. На чемпіонаті світу 2014 посіли підсумкове шосте місце та вперше у своїй історії кваліфікувались на Олімпійські ігри. На Олімпійському турнірі в Ріо-де-Жанейро вони увійшли до вісімки найкращих, поступившись у чвертьфіналі італійцям 0:3.

## Історія
Історія волейболу в Ірані датується ще 1920. Під час Другої світової війни Іран був окупований військами союзників, контакти між сторонами включали в себе і спортивну складову, зокрема волейбол. Був проведений товариський матч зі збірною Радянської армії. У 1958 національна збірна провела свій перший матч зі збірною Пакистану. Того ж року іранська дебютувала на Азійських іграх.

## Результати виступів на міжнародних турнірах

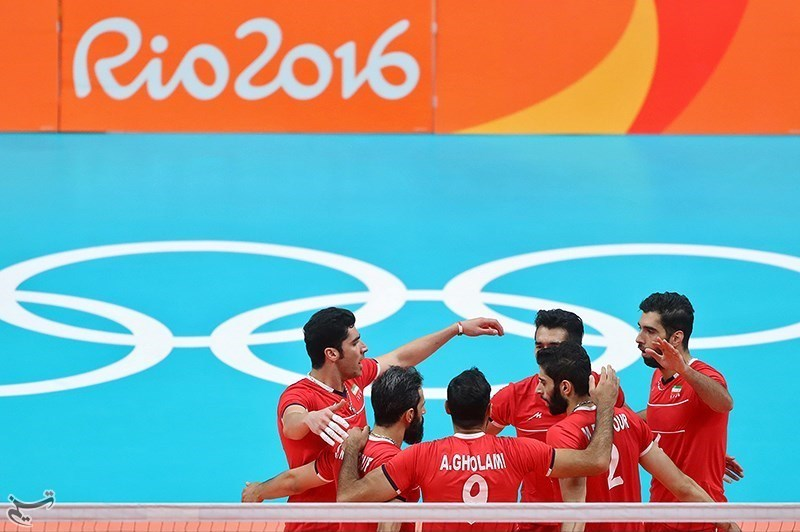
Іранська збірна під час матчу на Олімпійських іграх у Ріо-де-Жанейро, Бразилія 2016.

Примітки: Золоті, срібні та бронзові нагороди вказані відповідно до 1-го, 2-го та 3-го місць. Жирним виділено найкращий виступ на турнірі. Збірна B збірну презентувала друга команда.

### Олімпійські ігри
| 1964  | Не брали участі або Не кваліфікувались | Не брали участі або Не кваліфікувались | Не брали участі або Не кваліфікувались | Не брали участі або Не кваліфікувались | Не брали участі або Не кваліфікувались | Не брали участі або Не кваліфікувались | Не брали участі або Не кваліфікувались | Не брали участі або Не кваліфікувались | Не брали участі або Не кваліфікувались |
| 1968  | Не брали участі або Не кваліфікувались | Не брали участі або Не кваліфікувались | Не брали участі або Не кваліфікувались | Не брали участі або Не кваліфікувались | Не брали участі або Не кваліфікувались | Не брали участі або Не кваліфікувались | Не брали участі або Не кваліфікувались | Не брали участі або Не кваліфікувались | Не брали участі або Не кваліфікувались |
| 1972  | Не брали участі або Не кваліфікувались | Не брали участі або Не кваліфікувались | Не брали участі або Не кваліфікувались | Не брали участі або Не кваліфікувались | Не брали участі або Не кваліфікувались | Не брали участі або Не кваліфікувались | Не брали участі або Не кваліфікувались | Не брали участі або Не кваліфікувались | Не брали участі або Не кваліфікувались |
| 1976  | Не брали участі або Не кваліфікувались | Не брали участі або Не кваліфікувались | Не брали участі або Не кваліфікувались | Не брали участі або Не кваліфікувались | Не брали участі або Не кваліфікувались | Не брали участі або Не кваліфікувались | Не брали участі або Не кваліфікувались | Не брали участі або Не кваліфікувались | Не брали участі або Не кваліфікувались |
| 1980  | Не брали участі або Не кваліфікувались | Не брали участі або Не кваліфікувались | Не брали участі або Не кваліфікувались | Не брали участі або Не кваліфікувались | Не брали участі або Не кваліфікувались | Не брали участі або Не кваліфікувались | Не брали участі або Не кваліфікувались | Не брали участі або Не кваліфікувались | Не брали участі або Не кваліфікувались |
| 1984  | Не брали участі або Не кваліфікувались | Не брали участі або Не кваліфікувались | Не брали участі або Не кваліфікувались | Не брали участі або Не кваліфікувались | Не брали участі або Не кваліфікувались | Не брали участі або Не кваліфікувались | Не брали участі або Не кваліфікувались | Не брали участі або Не кваліфікувались | Не брали участі або Не кваліфікувались |
| 1988  | Не брали участі або Не кваліфікувались | Не брали участі або Не кваліфікувались | Не брали участі або Не кваліфікувались | Не брали участі або Не кваліфікувались | Не брали участі або Не кваліфікувались | Не брали участі або Не кваліфікувались | Не брали участі або Не кваліфікувались | Не брали участі або Не кваліфікувались | Не брали участі або Не кваліфікувались |
| 1992  | Не брали участі або Не кваліфікувались | Не брали участі або Не кваліфікувались | Не брали участі або Не кваліфікувались | Не брали участі або Не кваліфікувались | Не брали участі або Не кваліфікувались | Не брали участі або Не кваліфікувались | Не брали участі або Не кваліфікувались | Не брали участі або Не кваліфікувались | Не брали участі або Не кваліфікувались |
| 1996  | Не брали участі або Не кваліфікувались | Не брали участі або Не кваліфікувались | Не брали участі або Не кваліфікувались | Не брали участі або Не кваліфікувались | Не брали участі або Не кваліфікувались | Не брали участі або Не кваліфікувались | Не брали участі або Не кваліфікувались | Не брали участі або Не кваліфікувались | Не брали участі або Не кваліфікувались |
| 2000  | Не брали участі або Не кваліфікувались | Не брали участі або Не кваліфікувались | Не брали участі або Не кваліфікувались | Не брали участі або Не кваліфікувались | Не брали участі або Не кваліфікувались | Не брали участі або Не кваліфікувались | Не брали участі або Не кваліфікувались | Не брали участі або Не кваліфікувались | Не брали участі або Не кваліфікувались |
| 2004  | Не брали участі або Не кваліфікувались | Не брали участі або Не кваліфікувались | Не брали участі або Не кваліфікувались | Не брали участі або Не кваліфікувались | Не брали участі або Не кваліфікувались | Не брали участі або Не кваліфікувались | Не брали участі або Не кваліфікувались | Не брали участі або Не кваліфікувались | Не брали участі або Не кваліфікувались |
| 2008  | Не брали участі або Не кваліфікувались | Не брали участі або Не кваліфікувались | Не брали участі або Не кваліфікувались | Не брали участі або Не кваліфікувались | Не брали участі або Не кваліфікувались | Не брали участі або Не кваліфікувались | Не брали участі або Не кваліфікувались | Не брали участі або Не кваліфікувались | Не брали участі або Не кваліфікувались |
| 2012  | Не брали участі або Не кваліфікувались | Не брали участі або Не кваліфікувались | Не брали участі або Не кваліфікувались | Не брали участі або Не кваліфікувались | Не брали участі або Не кваліфікувались | Не брали участі або Не кваліфікувались | Не брали участі або Не кваліфікувались | Не брали участі або Не кваліфікувались | Не брали участі або Не кваліфікувались |
| 2016  | 5-е місце                              | 6                                      | 2                                      | 4                                      | 8                                      | 12                                     |                                        |                                        |                                        |
| 2020  | 9-е місце                              | 5                                      | 2                                      | 3                                      | 9                                      | 11                                     |                                        |                                        |                                        |
| 2024  | Не кваліфікувались                     | Не кваліфікувались                     | Не кваліфікувались                     | Не кваліфікувались                     | Не кваліфікувались                     | Не кваліфікувались                     | Не кваліфікувались                     | Не кваліфікувались                     |                                        |
| Разом | 2/15                                   | 11                                     | 4                                      | 7                                      | 17                                     | 23                                     |                                        |                                        |                                        |

### Чемпіонат світу
| 1949  | Не брали участі    | Не брали участі    | Не брали участі    | Не брали участі    | Не брали участі    | Не брали участі    | Не брали участі    | Не брали участі    |
| 1952  | Не брали участі    | Не брали участі    | Не брали участі    | Не брали участі    | Не брали участі    | Не брали участі    | Не брали участі    | Не брали участі    |
| 1956  | Не брали участі    | Не брали участі    | Не брали участі    | Не брали участі    | Не брали участі    | Не брали участі    | Не брали участі    | Не брали участі    |
| 1960  | Не брали участі    | Не брали участі    | Не брали участі    | Не брали участі    | Не брали участі    | Не брали участі    | Не брали участі    | Не брали участі    |
| 1962  | Не брали участі    | Не брали участі    | Не брали участі    | Не брали участі    | Не брали участі    | Не брали участі    | Не брали участі    | Не брали участі    |
| 1966  | Не брали участі    | Не брали участі    | Не брали участі    | Не брали участі    | Не брали участі    | Не брали участі    | Не брали участі    | Не брали участі    |
| 1970  | 21-е місце         | 11                 | 4                  | 7                  | 16                 | 24                 |                    |                    |
| 1974  | Не брали участі    | Не брали участі    | Не брали участі    | Не брали участі    | Не брали участі    | Не брали участі    | Не брали участі    | Не брали участі    |
| 1978  | Не брали участі    | Не брали участі    | Не брали участі    | Не брали участі    | Не брали участі    | Не брали участі    | Не брали участі    | Не брали участі    |
| 1982  | Не кваліфікувались | Не кваліфікувались | Не кваліфікувались | Не кваліфікувались | Не кваліфікувались | Не кваліфікувались | Не кваліфікувались | Не кваліфікувались |
| 1986  | Не брали участі    | Не брали участі    | Не брали участі    | Не брали участі    | Не брали участі    | Не брали участі    | Не брали участі    | Не брали участі    |
| 1990  | Не кваліфікувались | Не кваліфікувались | Не кваліфікувались | Не кваліфікувались | Не кваліфікувались | Не кваліфікувались | Не кваліфікувались | Не кваліфікувались |
| 1994  | Не кваліфікувались | Не кваліфікувались | Не кваліфікувались | Не кваліфікувались | Не кваліфікувались | Не кваліфікувались | Не кваліфікувались | Не кваліфікувались |
| 1998  | 19-е місце         | 3                  | 0                  | 3                  | 0                  | 9                  |                    |                    |
| 2002  | Не брали участі    | Не брали участі    | Не брали участі    | Не брали участі    | Не брали участі    | Не брали участі    | Не брали участі    | Не брали участі    |
| 2006  | 21-е місце         | 5                  | 0                  | 5                  | 2                  | 15                 |                    |                    |
| 2010  | 19-е місце         | 3                  | 1                  | 2                  | 5                  | 7                  |                    |                    |
| 2014  | 6-е місце          | 12                 | 7                  | 5                  | 26                 | 21                 |                    |                    |
| 2018  | 13-е місце         | 8                  | 4                  | 4                  | 14                 | 16                 |                    |                    |
| 2022  | 13-е місце         | 4                  | 2                  | 2                  | 7                  | 9                  |                    |                    |
| Разом | 7/20               | 46                 | 18                 | 28                 | 70                 | 101                |                    |                    |

### Кубок світу
| 1965  | Не брали участі    | Не брали участі    | Не брали участі    | Не брали участі    | Не брали участі    | Не брали участі    | Не брали участі    | Не брали участі    |
| 1969  | Не брали участі    | Не брали участі    | Не брали участі    | Не брали участі    | Не брали участі    | Не брали участі    | Не брали участі    | Не брали участі    |
| 1977  | Не брали участі    | Не брали участі    | Не брали участі    | Не брали участі    | Не брали участі    | Не брали участі    | Не брали участі    | Не брали участі    |
| 1981  | Не брали участі    | Не брали участі    | Не брали участі    | Не брали участі    | Не брали участі    | Не брали участі    | Не брали участі    | Не брали участі    |
| 1985  | Не брали участі    | Не брали участі    | Не брали участі    | Не брали участі    | Не брали участі    | Не брали участі    | Не брали участі    | Не брали участі    |
| 1989  | Не кваліфікувались | Не кваліфікувались | Не кваліфікувались | Не кваліфікувались | Не кваліфікувались | Не кваліфікувались | Не кваліфікувались | Не кваліфікувались |
| 1991  | 11-е місце         | 8                  | 1                  | 7                  | 5                  | 23                 |                    |                    |
| 1995  | Не кваліфікувались | Не кваліфікувались | Не кваліфікувались | Не кваліфікувались | Не кваліфікувались | Не кваліфікувались | Не кваліфікувались | Не кваліфікувались |
| 1999  | Не кваліфікувались | Не кваліфікувались | Не кваліфікувались | Не кваліфікувались | Не кваліфікувались | Не кваліфікувались | Не кваліфікувались | Не кваліфікувались |
| 2003  | Не кваліфікувались | Не кваліфікувались | Не кваліфікувались | Не кваліфікувались | Не кваліфікувались | Не кваліфікувались | Не кваліфікувались | Не кваліфікувались |
| 2007  | Не кваліфікувались | Не кваліфікувались | Не кваліфікувались | Не кваліфікувались | Не кваліфікувались | Не кваліфікувались | Не кваліфікувались | Не кваліфікувались |
| 2011  | 9-е місце          | 11                 | 5                  | 6                  | 16                 | 25                 |                    |                    |
| 2015  | 8-е місце          | 11                 | 4                  | 7                  | 16                 | 24                 |                    |                    |
| 2019  | 8-е місце          | 11                 | 4                  | 7                  | 19                 | 25                 |                    |                    |
| Разом | 4/14               | 41                 | 14                 | 27                 | 56                 | 97                 |                    |                    |

### Всесвітній кубок чемпіонів з волейболу
| 1993  | Не кваліфікувались                    | Не кваліфікувались                    | Не кваліфікувались                    | Не кваліфікувались                    | Не кваліфікувались                    | Не кваліфікувались                    | Не кваліфікувались | Не кваліфікувались |
| 1997  | Не кваліфікувались                    | Не кваліфікувались                    | Не кваліфікувались                    | Не кваліфікувались                    | Не кваліфікувались                    | Не кваліфікувались                    | Не кваліфікувались | Не кваліфікувались |
| 2001  | Не кваліфікувались                    | Не кваліфікувались                    | Не кваліфікувались                    | Не кваліфікувались                    | Не кваліфікувались                    | Не кваліфікувались                    | Не кваліфікувались | Не кваліфікувались |
| 2005  | Не кваліфікувались                    | Не кваліфікувались                    | Не кваліфікувались                    | Не кваліфікувались                    | Не кваліфікувались                    | Не кваліфікувались                    | Не кваліфікувались | Не кваліфікувались |
| 2009  | 5-е місце                             | 5                                     | 1                                     | 4                                     | 8                                     | 14                                    |                    |                    |
| 2013  | 4-е місце                             | 5                                     | 3                                     | 2                                     | 10                                    | 10                                    |                    |                    |
| 2017  | 3-є місце                             | 5                                     | 4                                     | 1                                     | 12                                    | 10                                    |                    |                    |
| 2021  | Не відбулись через панденмію COVID-19 | Не відбулись через панденмію COVID-19 | Не відбулись через панденмію COVID-19 | Не відбулись через панденмію COVID-19 | Не відбулись через панденмію COVID-19 | Не відбулись через панденмію COVID-19 |                    |                    |
| 2025  | Майбутнє змагання                     | Майбутнє змагання                     | Майбутнє змагання                     | Майбутнє змагання                     | Майбутнє змагання                     | Майбутнє змагання                     |                    |                    |
| Разом | 3/7                                   | 15                                    | 8                                     | 7                                     | 30                                    | 34                                    |                    |                    |

### Світова ліга
| 1990  | Не брали участі    | Не брали участі    | Не брали участі    | Не брали участі    | Не брали участі    | Не брали участі    | Не брали участі    | Не брали участі    |
| 1991  | Не брали участі    | Не брали участі    | Не брали участі    | Не брали участі    | Не брали участі    | Не брали участі    | Не брали участі    | Не брали участі    |
| 1992  | Не брали участі    | Не брали участі    | Не брали участі    | Не брали участі    | Не брали участі    | Не брали участі    | Не брали участі    | Не брали участі    |
| 1993  | Не брали участі    | Не брали участі    | Не брали участі    | Не брали участі    | Не брали участі    | Не брали участі    | Не брали участі    | Не брали участі    |
| 1994  | Не брали участі    | Не брали участі    | Не брали участі    | Не брали участі    | Не брали участі    | Не брали участі    | Не брали участі    | Не брали участі    |
| 1995  | Не брали участі    | Не брали участі    | Не брали участі    | Не брали участі    | Не брали участі    | Не брали участі    | Не брали участі    | Не брали участі    |
| 1996  | Не брали участі    | Не брали участі    | Не брали участі    | Не брали участі    | Не брали участі    | Не брали участі    | Не брали участі    | Не брали участі    |
| 1997  | Не брали участі    | Не брали участі    | Не брали участі    | Не брали участі    | Не брали участі    | Не брали участі    | Не брали участі    | Не брали участі    |
| 1998  | Не брали участі    | Не брали участі    | Не брали участі    | Не брали участі    | Не брали участі    | Не брали участі    | Не брали участі    | Не брали участі    |
| 1999  | Не брали участі    | Не брали участі    | Не брали участі    | Не брали участі    | Не брали участі    | Не брали участі    | Не брали участі    | Не брали участі    |
| 2000  | Не брали участі    | Не брали участі    | Не брали участі    | Не брали участі    | Не брали участі    | Не брали участі    | Не брали участі    | Не брали участі    |
| 2001  | Не брали участі    | Не брали участі    | Не брали участі    | Не брали участі    | Не брали участі    | Не брали участі    | Не брали участі    | Не брали участі    |
| 2002  | Не брали участі    | Не брали участі    | Не брали участі    | Не брали участі    | Не брали участі    | Не брали участі    | Не брали участі    | Не брали участі    |
| 2003  | Не брали участі    | Не брали участі    | Не брали участі    | Не брали участі    | Не брали участі    | Не брали участі    | Не брали участі    | Не брали участі    |
| 2004  | Не брали участі    | Не брали участі    | Не брали участі    | Не брали участі    | Не брали участі    | Не брали участі    | Не брали участі    | Не брали участі    |
| 2005  | Не брали участі    | Не брали участі    | Не брали участі    | Не брали участі    | Не брали участі    | Не брали участі    | Не брали участі    | Не брали участі    |
| 2006  | Не брали участі    | Не брали участі    | Не брали участі    | Не брали участі    | Не брали участі    | Не брали участі    | Не брали участі    | Не брали участі    |
| 2007  | Не брали участі    | Не брали участі    | Не брали участі    | Не брали участі    | Не брали участі    | Не брали участі    | Не брали участі    | Не брали участі    |
| 2008  | Не брали участі    | Не брали участі    | Не брали участі    | Не брали участі    | Не брали участі    | Не брали участі    | Не брали участі    | Не брали участі    |
| 2009  | Не брали участі    | Не брали участі    | Не брали участі    | Не брали участі    | Не брали участі    | Не брали участі    | Не брали участі    | Не брали участі    |
| 2010  | Не кваліфікувались | Не кваліфікувались | Не кваліфікувались | Не кваліфікувались | Не кваліфікувались | Не кваліфікувались | Не кваліфікувались | Не кваліфікувались |
| 2011  | Не кваліфікувались | Не кваліфікувались | Не кваліфікувались | Не кваліфікувались | Не кваліфікувались | Не кваліфікувались | Не кваліфікувались | Не кваліфікувались |
| 2012  | Не кваліфікувались | Не кваліфікувались | Не кваліфікувались | Не кваліфікувались | Не кваліфікувались | Не кваліфікувались | Не кваліфікувались | Не кваліфікувались |
| 2013  | 9-е місце          | 10                 | 5                  | 5                  | 20                 | 21                 |                    |                    |
| 2014  | 4-е місце          | 16                 | 7                  | 9                  | 28                 | 32                 |                    |                    |
| 2015  | 7-е місце          | 12                 | 6                  | 6                  | 25                 | 21                 |                    |                    |
| 2016  | 8-е місце          | 9                  | 4                  | 5                  | 15                 | 22                 |                    |                    |
| 2017  | Група 1            | 6                  | 3                  | 3                  | 11                 | 14                 |                    |                    |
| Разом | 5/28               | 53                 | 25                 | 28                 | 99                 | 110                |                    |                    |

### Чемпіонат Азії
| 1975  | Не брали участі     | Не брали участі | Не брали участі | Не брали участі | Не брали участі | Не брали участі | Не брали участі | Не брали участі |
| 1979  | 6-е місце           | 6               | 3               | 3               | 12              | 10              |                 |                 |
| 1983  | Не брали участі     | Не брали участі | Не брали участі | Не брали участі | Не брали участі | Не брали участі | Не брали участі | Не брали участі |
| 1987  | 10-е місце          | 5               | 2               | 3               | 7               | 10              |                 |                 |
| 1989  | 8-е місце           | 8               | 3               | 5               | 15              | 13              |                 |                 |
| 1991  | 7-е місце           | 7               | 3               | 4               | 11              | 12              |                 |                 |
| 1993  | 5-е місце           | 6               | 3               | 3               | 9               | 10              |                 |                 |
| 1995  | 4-е місце           | 7               | 4               | 3               | 6               | 14*             |                 |                 |
| 1997  | 6-е місце           | 5               | 2               | 3               | 8               | 11              |                 |                 |
| 1999  | 5-е місце           | 6               | 4               | 2               | 13              | 10              |                 |                 |
| 2001  | 5-е місце           | 6               | 4               | 2               | 14              | 10              |                 |                 |
| 2003  | 3-є місце           | 7               | 5               | 2               | 16              | 12              |                 |                 |
| 2005  | 6-е місце           | 5               | 3               | 2               | 12              | 10              |                 |                 |
| 2007  | 5-е місце           | 9               | 5               | 4               | 17              | 18              |                 |                 |
| 2009  | Фіналіст            | 8               | 7               | 1               | 22              | 10              |                 |                 |
| 2011  | Чемпіон             | 8               | 8               | 0               | 24              | 2               |                 |                 |
| 2013  | Чемпіон             | 7               | 7               | 0               | 21              | 1               |                 |                 |
| 2015  | Фіналіст (Збірна B) | 8               | 6               | 2               | 20              | 9               |                 |                 |
| 2017  | 5-е місце           | 8               | 6               | 2               | 20              | 10              |                 |                 |
| 2019  | Чемпіон             | 8               | 7               | 1               | 22              | 4               |                 |                 |
| 2021  | Чемпіон             | 7               | 7               | 0               | 21              | 1               |                 |                 |
| 2023  | Фіналіст            | 5               | 4               | 1               | 12              | 4               |                 |                 |
| Разом | 20/22               | 139             | 96              | 43              | 313             | 187             |                 |                 |

### Азійські ігри
| 1958  | Фіналіст        | 4               | 3               | 1               | 9               | 6               |                 |                 |
| 1962  | Не брали участі | Не брали участі | Не брали участі | Не брали участі | Не брали участі | Не брали участі | Не брали участі | Не брали участі |
| 1966  | 3-є місце       | 8               | 5               | 3               | 16              | 14              |                 |                 |
| 1970  | 5-е місце       | 7               | 3               | 4               | 11              | 14              |                 |                 |
| 1974  | 4-е місце       | 5               | 2               | 3               | 7               | 9               |                 |                 |
| 1978  | Не брали участі | Не брали участі | Не брали участі | Не брали участі | Не брали участі | Не брали участі | Не брали участі | Не брали участі |
| 1982  | Не брали участі | Не брали участі | Не брали участі | Не брали участі | Не брали участі | Не брали участі | Не брали участі | Не брали участі |
| 1986  | Не брали участі | Не брали участі | Не брали участі | Не брали участі | Не брали участі | Не брали участі | Не брали участі | Не брали участі |
| 1990  | Не брали участі | Не брали участі | Не брали участі | Не брали участі | Не брали участі | Не брали участі | Не брали участі | Не брали участі |
| 1994  | 5-е місце       | 9               | 5               | 4               | 16              | 16              |                 |                 |
| 1998  | Не брали участі | Не брали участі | Не брали участі | Не брали участі | Не брали участі | Не брали участі | Не брали участі | Не брали участі |
| 2002  | Фіналіст        | 6               | 4               | 2               | 12              | 10              |                 |                 |
| 2006' | 6-е місце       | 3               | 1               | 2               | 6               | 7               |                 |                 |
| 2010  | Фіналіст        | 9               | 8               | 1               | 25              | 4               |                 |                 |
| 2014  | Чемпіон         | 8               | 8               | 0               | 24              | 2               |                 |                 |
| 2018  | Чемпіон         | 5               | 5               | 0               | 15              | 0               |                 |                 |
| 2022  | Чемпіон         | 5               | 5               | 0               | 15              | 2               |                 |                 |
| Разом | 11/17           | 69              | 49              | 20              | 156             | 84              |                 |                 |